# Helicophagus leptorhynchus
Helicophagus leptorhynchus ist eine Fischart aus der Gattung Helicophagus innerhalb der Familie der Haiwelse. Sie kommt in den Flusssystemen des Mae Nam Chao Phraya in  Thailand und des Mekong in Kambodscha, Laos und Vietnam vor.

## Merkmale
Helicophagus leptorhynchus hat einen länglichen, seitlich abgeflachten Körper mit einer Gesamtlänge von bis zu 47 cm. Die Schnauze ist gestreckt kegelförmig, die Maulöffnung schmal. Die Rückenflosse weist einen Hart- und sechs bis sieben Weichstrahlen, die Afterflosse 35 bis 42 Weichstrahlen auf. Die Kiemenreuse trägt am ersten Bogen 9 bis 12 Strahlen. Am Zwischenkieferbein sitzen die Zähne in zwei quadratischen Gruppen. Von der sehr ähnlichen Art Helicophagus waandersii kann Helicophagus leptorhynchus durch die längere Afterflosse, den längeren Kopf mit größerem Auge und die kürzere Schwanzflosse unterschieden werden. Der Körper ist silbrig bis grau oder blassrosa mit rötlichen Flossen mit dunkelgelber Basis.

## Lebensweise
Die Art besiedelt die Flussläufe und wandert auch in der Regenzeit nicht in die Überschwemmungsgebiete ein. Zu Beginn der Regenzeit unternehmen die Tiere Wanderungen flussaufwärts, zum Ende der Regenzeit wandern sie entgegengesetzt. Sie ernähren sich vorwiegend von Muscheln.

## Weblink
- Helicophagus leptorhynchus in der Roten Liste gefährdeter Arten der IUCN 2013.1. Eingestellt von: Vidthayanon, C., 2011. Abgerufen am 15. November 2013.